# Sabine Steppat

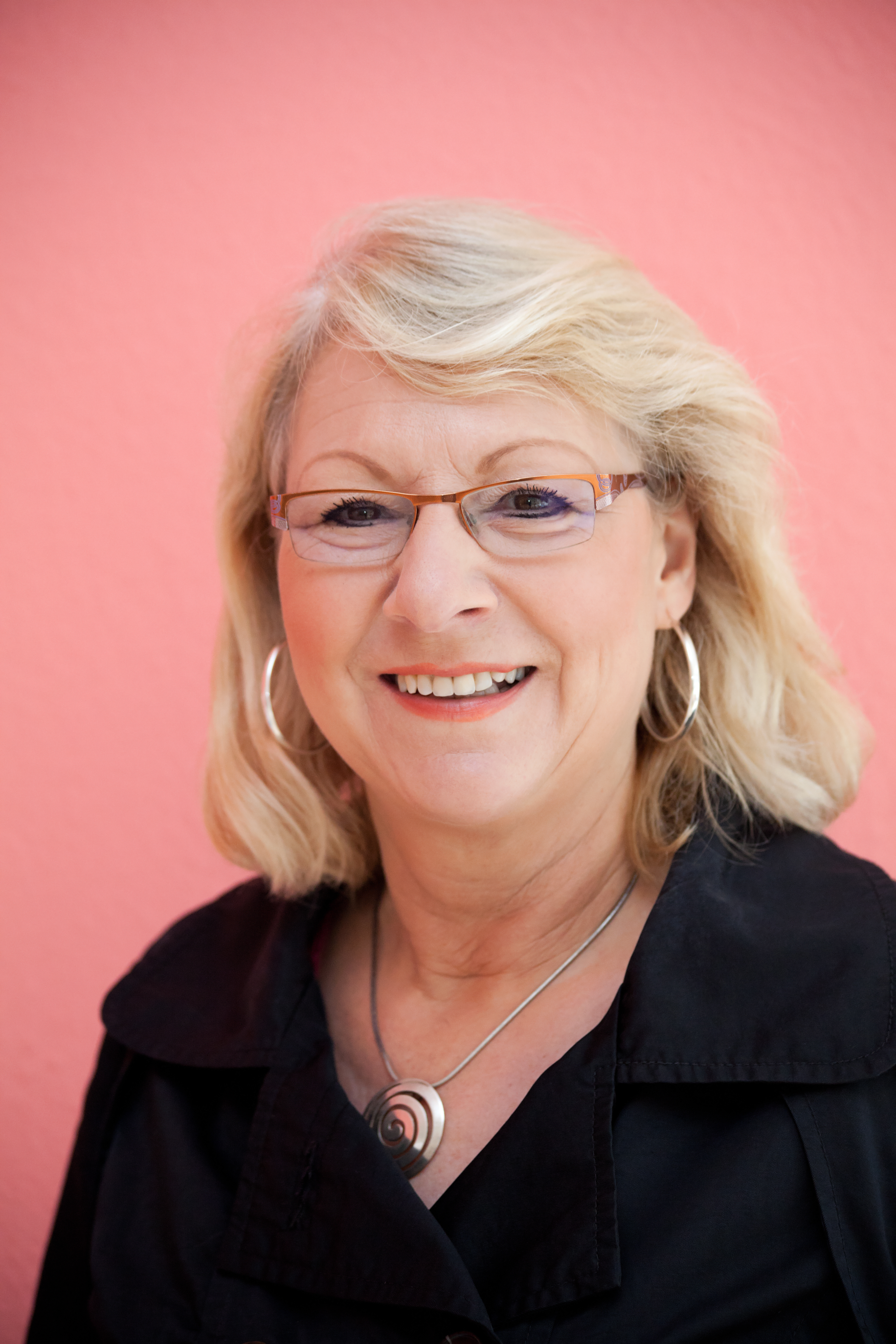
Sabine Steppat im September 2011

Sabine Steppat, geb. Hennig (* 6. November 1956 in Hamburg) ist eine deutsche Politikerin (SPD). Von 2011 bis 2015 war sie Mitglied der Hamburgischen Bürgerschaft.

## Leben
Steppat wuchs in den Hamburger Stadtteilen Bramfeld und Wellingsbüttel auf. Nach dem Abitur an der Peter-Petersen-Schule in Wellingsbüttel begann sie im Jahr 1975 ein Studium der Politikwissenschaft, des Öffentlichen Rechts und der Anglistik an der Universität Hamburg, das sie 1981 mit dem Diplom abschloss. Danach absolvierte sie ein zusätzliches Studium am Europa-Kolleg in Brügge und erlangte ein Diplom der Höheren Europäischen Studien.
Im Jahr 1983 machte Steppat ein Praktikum im Generalsekretariat des Europäischen Parlaments in Luxemburg. Es folgte die Arbeit als wissenschaftliche Mitarbeiterin für den Europa-Abgeordneten Hans-Joachim Seeler und am Europa-Kolleg Hamburg. Von 1988 bis 1996 war sie als Redaktionsassistentin in der Hamburger Redaktion der Süddeutschen Zeitung tätig. Seit 1996 arbeitet sie als Redakteurin beim Portal für Politikwissenschaft.
Steppat ist verheiratet und hat zwei Kinder.

## Politische Karriere
Steppat ist seit dem Jahr 1980 Mitglied in der SPD. Sie ist Mitglied im Distriktsvorstand Niendorf und Kreis- und Landesdelegierte. 1984 wurde ihr die Robert-Schuman-Medaille in Silber verliehen, 1988 wurde sie außerdem mit dem Publizistikpreis Pro Europa des Europäischen Parlaments ausgezeichnet.
Seit 2008 ist sie Mitglied im Kreisvorstand Eimsbüttel und im Landesvorstand der Arbeitsgemeinschaft sozialdemokratischer Frauen sowie Vorsitzende der Arbeitsgemeinschaft sozialdemokratischer Frauen im Kreis Eimsbüttel.
Bei der Bürgerschaftswahl in Hamburg 2008 trat sie im Wahlkreis Lokstedt – Niendorf – Schnelsen für die SPD an. Mit 10,2 Prozent der Stimmen gelang ihr auf Platz 5 der Wahlkreisliste liegend jedoch nicht der Einzug in die Bürgerschaft.
Bei der Europawahl 2009 war Steppat Ersatzkandidatin von Knut Fleckenstein auf Listenplatz 45, schaffte jedoch nicht in den Einzug ins Europäische Parlament. Sie ist Mitglied in der Europa-Kommission des Parteivorstandes.
Bei der Bürgerschaftswahl in Hamburg 2011 trat sie erneut im Wahlkreis 7 an. Mit 6,4 Prozent der Stimmen gelang ihr diesmal der direkte Einzug in das Parlament. Seit dem 7. März 2011 war sie somit Mitglied der Hamburgischen Bürgerschaft. Dort gehörte sie dem Ausschuss für Justiz, Datenschutz und Gleichstellung, dem
Europaausschuss und dem Verfassungs- und Bezirksausschuss an. Bei der Bürgerschaftswahl 2015 kandidierte sie auf Platz 26 der SPD-Landesliste, verpasste jedoch den erneuten Einzug in die Bürgerschaft.
Am 18. Juni 2013 wurde sie als erste Frau zur Vorsitzenden der Europa-Union Hamburg gewählt.
Bei der Europawahl 2024 kandidiert Steppat als Ersatzkandidatin für Jessica Breitkopf (Listenplatz 59) sowie selbst auf Platz 63 der Europawahlliste der SPD.